# Жить своей жизнью
«Жить своей жизнью» (фр. Vivre sa vie) — художественный фильм французского режиссёра Жана-Люка Годара, снятый в 1962 году.

## Сюжет
Фильм из двенадцати эпизодов («сцен») повествует о молодой женщине Нане. Она хочет быть независимой, свободной, жить своей жизнью, однако сталкивается с банальными материальными трудностями. Свобода оказывается лишь иллюзией: чтобы выжить, ей приходится продавать себя. Нана становится проституткой…

## В ролях
- Анна Карина — Нана Кляйнфранкенхайм
- Сади Реббо — Рауль
- Андре Лабарт — Поль
- Петер Кассовитц — молодой человек
- Брайс Парен[фр.] — философ
- Гилэн Шлумбергер — Иветт
- Моник Мессин — Элизабет

## Стиль
В «Жить своей жизнью» Годар заимствовал эстетику cinéma vérité, которая сочетала в себе документальное и игровое кино. Этот приём был очень модным в 1960-е годы. Фильм отличается от многих других творений новой волны, так как снят тяжёлой камерой Митчелл в отличие от ранних картин Годара. Оператор — Рауль Кутар.

## Награды и номинации

### Награды
- 1962 — Венецианский кинофестиваль
  - Награда Пассинетти — Жан-Люк Годар
  - Специальный приз жюри — Жан-Люк Годар

### Номинации
- 1962 — Венецианский кинофестиваль
  - «Золотой лев» — Жан-Люк Годар